# Saint-Bohaire
Saint-Bohaire – miejscowość i gmina we Francji, w Regionie Centralnym, w departamencie Loir-et-Cher.
Według danych na rok 1990 gminę zamieszkiwało 395 osób, a gęstość zaludnienia wynosiła 28 osób/km² (wśród 1842 gmin Regionu Centralnego Saint-Bohaire plasuje się na 761. miejscu pod względem liczby ludności, natomiast pod względem powierzchni na miejscu 930.).